# 6338 Ісаосато
6338 Ісаосато (6338 Isaosato) — астероїд головного поясу, відкритий 26 жовтня 1992 року.
Тіссеранів параметр щодо Юпітера — 3,142.